# Valencianagruvan

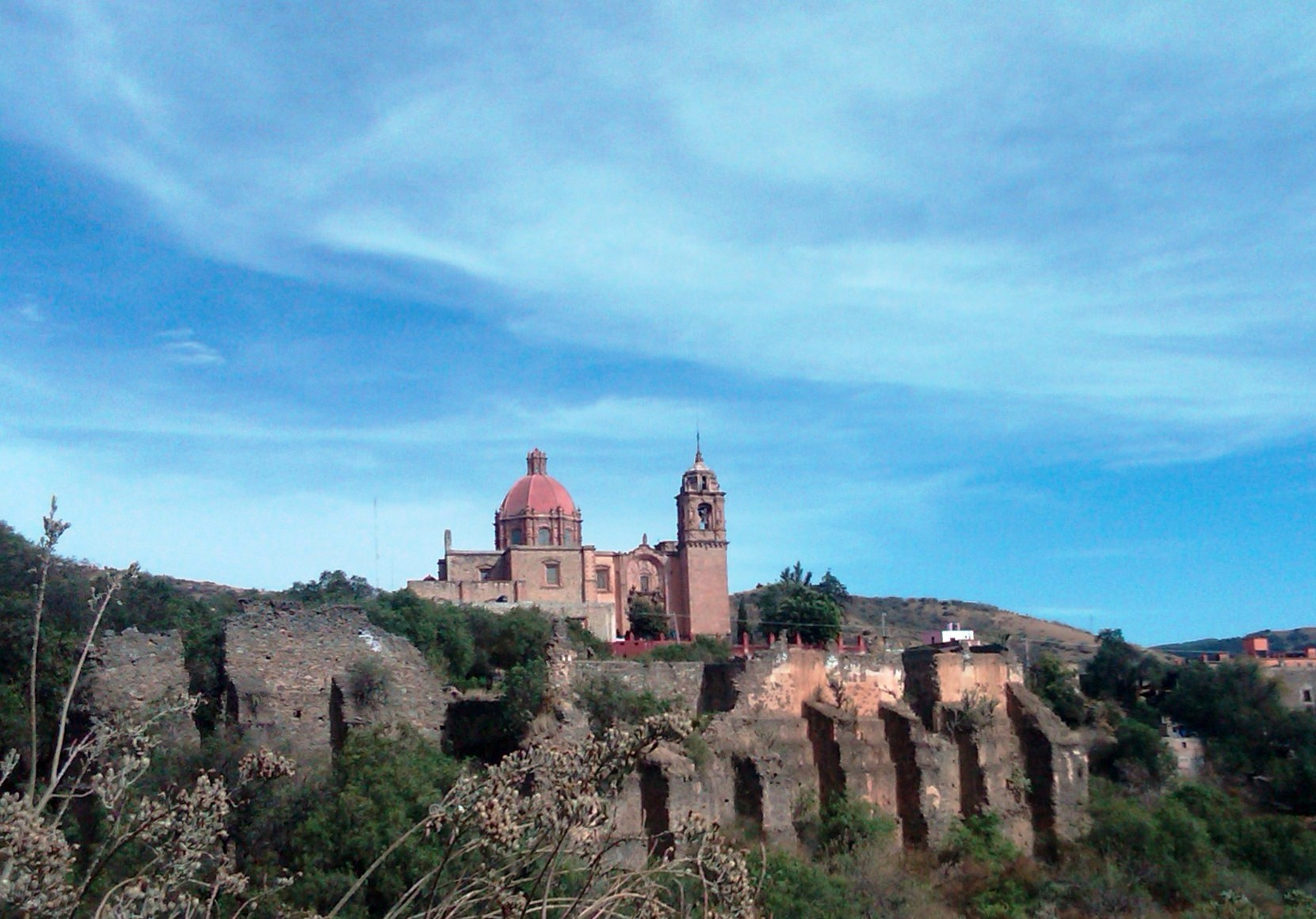
Valencianagruvan med kyrkan San Cayetano.

Valencianagruvan är en tidigare silvergruva i närheten av staden Guanajuato i centrala delen av Mexiko.
Silverfyndigheten upptäcktes år 1750 och gruvan öppnades år 1774. Omkring 3 300 mexikanare arbetade under slavliknande förhållanden för de spanska ägarna. Under sin storhetstid stod Valencianagruvan för 30 % av världens silverproduktion. Silvret  fraktades i karavan från Guanajuato via Dolores Hidalgo, San Miguel de Allende och Queretaro till  Mexico City och Veracruz varfrån det fraktades med fartyg till Spanien.
Gruvans spanska ägare och den lokala adeln blev extremt rika och byggde vackra barock och nyklassiska byggnader och kyrkor i Guanajuato. Underjordiska "gator" och det 600 meter djupa gruvskaktet Boca del Inferno är rester från gruvans storhetstid.
Den nuvarande gruvan ägs av kanadensiska Great Panther Mining Ltd och producerar 20-30 ton silver och 500 kilogram guld om året (2019).
År 1988 utsågs de gamla gruvorna runt Guanajuato och stadens historiska centrum till världsarv av Unesco.

## Gruvmuseum

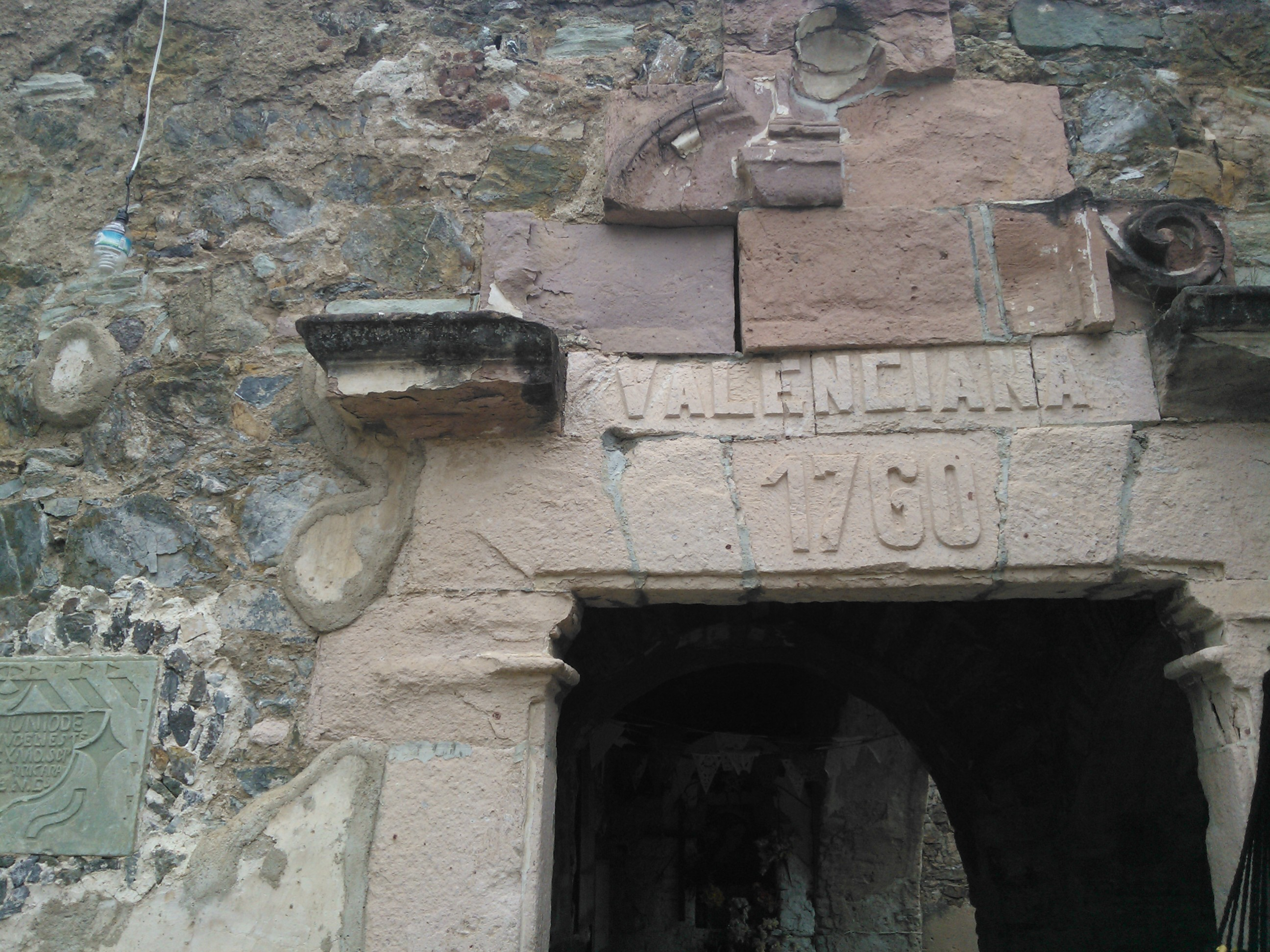
Ingången till gruvan.

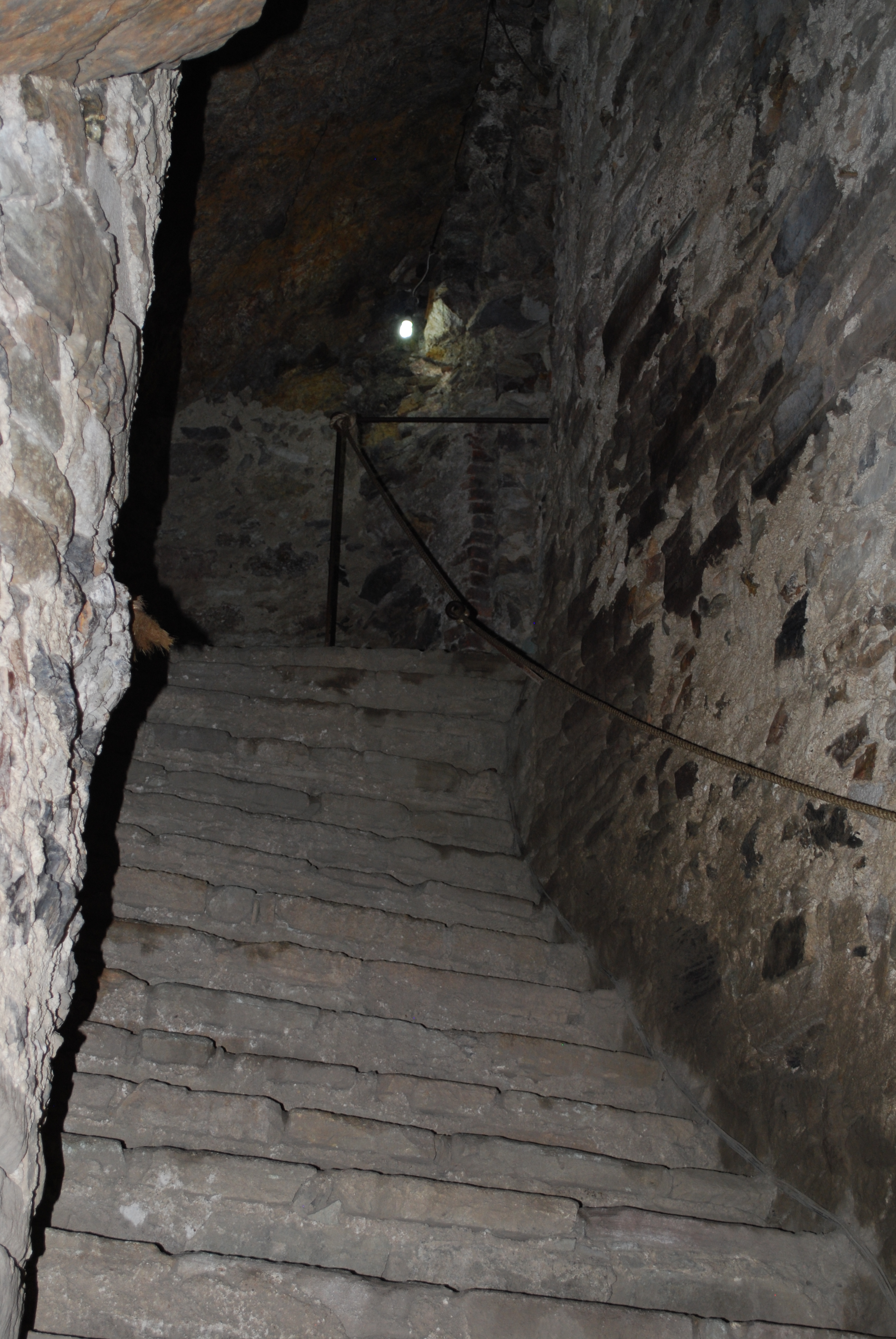
Trappa ned i underjorden.

Själva gruvan ligger under de nordöstliga delarna av Guanajuato men ingången ligger i Valenciana, 7 kilometer norr om Guanajuato. Delar av den gamla gruvan har restaurerats och kan besökas via en lång brant stentrappa som börjar omedelbart utanför kyrkan San Cayetano.